# Prineville
Prineville is een plaats (city) in de Amerikaanse staat Oregon, en valt bestuurlijk gezien onder Crook County.

## Demografie
Bij de volkstelling in 2000 werd het aantal inwoners vastgesteld op 7356. In 2006 is het aantal inwoners door het United States Census Bureau geschat op 9313, een stijging van 1957 (26,6%).

## Geografie
Volgens het United States Census Bureau beslaat de plaats een oppervlakte van 17,2 km², geheel bestaande uit land.

## Geboren
- Dan Gauthier (1963), acteur en uitvoerend producent

## Plaatsen in de nabije omgeving
De onderstaande figuur toont nabijgelegen plaatsen in een straal van 44 km rond Prineville.